# Дзюба Валентин Іванович
Валентин Іванович Дзюба (1977—2022) — український військовослужбовець батальйону «Свобода» Національної гвардії України, учасник російсько-української війни.

## Життєпис
Народився 28 липня 1977.
З початком повномасштабного вторгнення Валентин добровільно пішов до війська. Мав величезну мотивацію боронити рідну землю, одразу вирішив, що хоче брати безпосередню участь в бойових діях на фронті. Тому залишив відносно безпечну службу в тилу та приєднався до батальйону «Свобода».
Загинув 1 грудня 2022 на Бахмутськомі напрямку . Залишилися мати, дружина, донька та син.
Нагороджений орденом За мужність III ступеня посмертно .